# Gleb Drăgan
Gleb Drăgan (n. Gleb Draganov în 6/19 iulie 1920, Tătar Copceac, județul Cahul, din Regatul român (azi, Republica Moldova) – d. 24 octombrie 2014, România) a fost un academician român de origine găgăuză, inginer, membru titular (2004) al Academiei Române.

## Biografie
S-a născut cu numele Gleb Draganov într-o familie de învățători unde tatăl, fost membru al Partidului Național-Țărănesc și primar al orașului Comrat, a fost deportat în iunie 1941 la închisoarea din Ivdel (partea Asiei a munților Ural), lucrând la tăiatul pădurii. Mama a fost deportată la Berezova, în partea de nord a munților Ural, apoi trimisă în Siberia. Gleb, la fel că și fratele său Boris era de origine etnică găgăuză, urmând să fie reprezentativ printre figurile politice, culturale și științifice ale etniei lui alături de Alexandru Bârlădeanu (academicieni), N. Topciu (imunolog), Ion Fazlî (compozitor).
A urmat liceul la Comrat și, din 1936, la Tighina (unde s-a mutat cu familia), absolvindu-l în 1939. După liceu a urmat un an la Facultatea de Electromecanică din Timișoara dar examenele s-au suspendat. Și-a schimbat numele la Timișoara pentru a evita antipatiile la adresa rușilor pe care le întâmpina. A revenit ulterior în Tighina. Și-a continuat studiile la Institutul de Inginerie Mecanică din Odessa, dar începutul războiului a adus complicații în familia acestuia. În toamna lui 1941 a susținut examenele restante la Timișoara și a continuat Facultatea de Electromecanică (anul II). A terminat facultatea ca șef de promoție, cu „Magna cum laude”. De asemenea, a urmat (1941-1943) cursurile secției de matematică a Facultății din Cluj refugiată la Timișoara. În 1958 și-a luat doctoratul în specialitatea tehnica tensiunilor înalte.

## Activitate
După absolvire, a lucrat la Societatea „Astra Română” din Câmpina și apoi la Societatea de gaz și Electricitate. În 1948 a devinit cercetător la Institutul de Studii și Proiectări Energetice și, în paralel, inginer-șef la Centrala Industrială de Energie Electrică. Începând cu 1958 a devenit cadru didactic la Institutul Politehnic din București. Prin cercetările sale a dezvoltat un domeniu de studiu nou în România, tehnica tensiunilor înalte. A fost sprijinit să creeze la Institut un laborator special pentru această disciplină. A urcat treptele carierei didactice până la nivelul de decan al Facultății de Energetică (1963-1971). Între 1951-1967 și-a desfășurat activitatea la Institutul de Energetică al Academiei Române.
Activitatea sa de cercetare s-a finalizat în contribuții notabile în domeniile electrostatică, descărcarea corona, trăsnet, supratensiuni atmosferice și de comutație. Toate sunt prezentate pe larg în paginile celor 12 cărți de specialitate și peste 230 de lucrări publicate, dintre care 80 în străinătate. A fost coordonator și coautor la lucrarea „Tehnica tensiunilor înalte”.
Recunoscut pe plan mondial, Gleb Drăgan a fost membru al unor societăți științifice, al unor cunoscute reviste de specialitate și a fost invitat să susțină cursuri de specialitate la Universități de peste hotare.
Cu un interes deosebit pentru istoria și filosofia științei și tehnicii, Gleb Drăgan s-a implicat activ în activitatea Diviziei de Istoria Științei a Comitetului Român pentru Istoria și Filosofia Științei și Tehnicii al cărei președinte a fost.
A fost ales membru corespondent al Academiei Române (1991) și ulterior membru titular (2004). A fost șeful Secției de Științe Tehnice.
A fost membru al Academiei de Științe Tehnice din România.
A fost ales membru de onoare al Academiei de Științe a Moldovei.
A primit titlul de doctor honoris causa al Universității Tehnice din Moldova și al Universității din Oradea. În 1991 a fost decorat cu Ordinul Național „Pentru Merit” în grad de cavaler.

## Cărți
- Tehnica tensiunilor înalte - Gleb Drăgan, Dorin Cristescu, Nicolae Golovanov, Editura Didactica și Pedagogică, (1966)
- Tehnica tensiunilor înalte - Gleb Drăgan, Nicolae Golovanov, Sorin Coatu, Editura Institutului Politehnic București, (1989)
- Supratensiuni atmosferice în instalații electro-energetice, Editura Academiei Române, (1992)
- Deportații. Tragedii basarabene, volum autobiografic, Editura Albatros, ISBN 973-24-0269-5, (1992)
- Tehnica tensiunilor înalte, Editura Tehnică, ISBN 973-31-0973-8, (1996)
- Terminologie pentru științele exacte și alte reflecții sumare Arhivat în 9 ianuarie 2017, la Wayback Machine., Editura Electra, ISBN 973-8067-02-2, (1999)
- Reflecții sumare, Editura Academiei Române, ISBN 978-973-27-1913-8, (2010)
- Terminologie cognitivă. Volum antologic, Editura AGIR, ISBN 978-973-720-431-8, (2012)
- Gânduri, Editura AGIR, ISBN 978-973-720-437-0, (2012)
- Materiale supraconductoare, Editura AGIR, ISBN 978-973-720-396-0, (2012)
- Memory Exercises. A Sad Historical Paranthesis, Editura AGIR, ISBN 978-973-720-438-7 (2ndEd), (2013)
- Dicționar explicativ pentru știință și tehnologie. Telecomunicații, Editura AGIR, ISBN 978-973-720-395-3, (2012)
- Dicționar explicativ pentru științele exacte. ELTH8. Electrotermie industrială, Editura AGIR, ISBN 978-973-720-397-7, (2012)
- Dicționar explicativ pentru știință și tehnologie. Electroenergetică - Gleb Drăgan (coord.), Editura AGIR, ISBN 978-973-720-309-0, (2010)
- Contribuții în domeniul energiei, Editura AGIR, ISBN 978-973-720-323-6, (2010)
- Dicționar explicativ pentru știință și tehnologie. Hidroenergetică - Gleb Drăgan, Eugen Constantin Isbășoiu (coordonatori), Editura AGIR, ISBN 978-973-720-326-7, (2010)
- Dicționar explicativ pentru știință și tehnologie (R-E-F-G): Transporturi. Autovehicule Rutiere. Vol. II (L-Z) - Gleb Drăgan (coord.serie), Șerban Raicu (coord. trans.), Cristian Andreescu, Gheorghe Frățilă, Cornel Vladu, Raluca Moisescu, Cornelia Stan, Marius Toma (coordonatori volum), Editura AGIR, ISBN 978-973-720-072-3, ISBN 978-973-720-249-9, (2009)
- Dicționar explicativ pentru știință și tehnologie (R-E-F): Transporturi navale - Gleb Drăgan (coord), Viorel Maier, Violeta Popescu, Izet Ünsalan Kunsel-Özel, Mihaela Greta Chițu, Editura AGIR, ISBN 973-720-256-7, (2009)
- Energie - Mediu. Componente ale dezvoltării durabile - Gleb Drăgan, Editura AGIR, ISBN 973-720-185-0, Editura Academiei Române, ISBN 973-27-1682-3, (2008)
- Dicționar explicativ pentru știință și tehnologie. Electrotehnică (E-R,F-R) - Gleb Drăgan, Florin Teodor Tănăsescu, Aureliu Panaitescu, Dorina Rogobete, Ana Maria Vizanti, Onica Paraschiva, Călin Alexandru Târnoveanu, Remus Răduleț, Alexandru Timotin, Editura AGIR, ISBN 973-720-212-3, Editura Academiei Române, ISBN 973-27-1716-5, (2008)
- Energie - Mediu. Componentele dezvoltării durabile. Simpozion Național București, 14 mai 2008 - Gleb Drăgan (coord.), Editura AGIR, ISBN 973-720-238-3, Editura Academiei Române, ISBN 973-27-1799-8, (2008)
- Dicționar explicativ pentru știință și tehnologie. Ecologie și Protecția mediului (R-E-F-G-R) - Gleb Drăgan, Ioan Jelev (coordonatori), Editura AGIR, ISBN 978-973-720-127-0, ISBN 978-8130-17-4, Editura Academiei Române, ISBN 978-973-27-1624-3, ISBN 973-27-0747-X, (2007)
- Dicționar explicativ pentru știință și tehnologie. Energetică (ENERG 8). Linii electrice aeriene - Gleb Drăgan (coord.), Marian Costea, Editura AGIR, ISBN 978-973-720-139-3, ISBN 978-8130-17-4, Editura Academiei Române, ISBN 978-973-27-1612-0, ISBN 973-27-0747-X, (2007)
- EMERG V - Energie. Mediu. Economie. Resurse. Globalizare - Gleb Drăgan, Editura AGIR, ISBN 973-720-161-4, (2007)
- Dicționar explicativ pentru științele exacte. Transporturi feroviare (R-E-F) - Gleb Drăgan (coord.), Șerban Raicu, Mihai Mihăiță, Ioan Tănăsuică, Editura AGIR, ISBN 973-720-101-0, (2006)
- Dicționar explicativ pentru științele exacte. Textile (R-E-G-F-I-R) - Gleb Drăgan (coord.) și alții, Editura AGIR, ISBN 973-720-133-1, Editura Academiei Române, ISBN 973-27-1553-0, (2006)
- Dicționar explicativ pentru științele exacte. Electrotehnică (ELTH 18). Tehnica iluminatului - Gleb Drăgan (coord.), Florin Teodor Tănăsescu, Aureliu Panaitescu, Ana Maria Vizanti, Onica Paraschiva, Editura AGIR, ISBN 973-720-004-7, ISBN 973-8130-17-4, Editura Academiei Române, ISBN 973-27-1251-1, ISBN 973-27-0747-X, (2005)
- Dicționar explicativ pentru științele exacte. Industrie alimentară (IAL 6). Aditivi - Gleb Drăgan (coord.), Constantin Banu, Strătilă Sorin Dorin, Editura AGIR, ISBN 973-720-006-3, ISBN 973-8130-17-4, Editura Academiei Române, ISBN 973-27-1272-4, ISBN 973-27-0747-X, (2005)
- Dicționar explicativ pentru științele exacte. Textile (TEX 4). Literele D-E - Gleb Drăgan (coord.), și alții, Editura AGIR, ISBN 973-720-007-1, ISBN 973-8130-17-4, Editura Academiei Române, ISBN 973-27-1293-7, ISBN 973-27-0747-X, (2005, 2004)
- Dicționar explicativ pentru științele exacte. Textile (TEX 5). Literele F-G - Gleb Drăgan (coord.), și alții, Editura AGIR, ISBN 973-720-008-X, ISBN 973-8130-17-4, Editura Academiei Române, ISBN 973-27-1294-5, ISBN 973-27-0747-X, (2005)
- Dicționar explicativ pentru științele exacte. Textile (TEX 6). Literele H-L - Gleb Drăgan (coord.), și alții, Editura AGIR, ISBN 973-720-009-8, ISBN 973-8130-17-4, Editura Academiei Române, ISBN 973-27-1295-3, ISBN 973-27-0747-X, (2005)
- Dicționar explicativ pentru științele exacte. Mecanică (MEC 3). Automobile. Literele K-Z - Gleb Drăgan (coord.), și alții, Editura AGIR, ISBN 973-720-013-6, ISBN 973-8130-17-4, Editura Academiei Române, ISBN 973-27-1229-5, ISBN 973-27-0747-X, (2005)
- Dicționar explicativ pentru științele exacte. Energetică (ENERG 5). Electrotehnică generală - Gleb Drăgan (coord.), și alții, Editura AGIR, ISBN 973-720-017-9, ISBN 973-8130-17-4, Editura Academiei Române, ISBN 973-27-1297-X, ISBN 973-27-0747-X, (2005)
- Dicționar explicativ pentru științele exacte. Electrotehnică (ELTH 17). Telecomunicații II - Gleb Drăgan (coord.), și alții, Editura AGIR, ISBN 973-8466-99-7, ISBN 973-8130-17-4, Editura Academiei Române, ISBN 973-27-1298-8, ISBN 973-27-0747-X, (2005)
- Dicționar explicativ pentru științele exacte. Calitate (CAL 1). Terminologie - Gleb Drăgan (coord.), Costin Rucăreanu, Editura AGIR, ISBN 973-8466-86-5, Editura Academiei Române, ISBN 973-27-1141-8, ISBN 973-27-0747-X, (2004)
- Dicționar explicativ pentru științele exacte. Electrotehnică (ELTH 15). Comandă și reglare - Automatizări industriale - Gleb Drăgan (coord.), Costin Rucăreanu, Editura AGIR, ISBN 973-8466-87-3, Editura Academiei Române, ISBN 973-27-1144-2, ISBN 973-27-0747-X, (2004)
- Dicționar explicativ pentru științele exacte. Electrotehnică (ELTH 16). Telecomunicații I - Gleb Drăgan (coord.), Costin Rucăreanu, Editura AGIR, ISBN 973-8466-88-1, (2004)
- Dicționar explicativ pentru științele exacte. Textile (TEX 3). Litera C - Gleb Drăgan (coord.), și alții, Editura AGIR, ISBN 973-8466-89-X, Editura Academiei Române, ISBN 973-27-1142-6, ISBN 973-27-0747-X, (2004)
- Dicționar explicativ pentru științele exacte. Industrie alimentară (IAL 6). Operații unitare - Gleb Drăgan (coord.), și alții, Editura AGIR, ISBN 973-8466-91-1, Editura Academiei Române, ISBN 973-27-1140-X, ISBN 973-27-0747-X, (2004)
- Dicționar explicativ pentru științele exacte. Mecanisme și mașini (MEC 2). Automobile. Literele A-J - Gleb Drăgan (coord.), și alții, Editura AGIR, ISBN 973-8466-92-X, Editura Academiei Române, ISBN 973-27-1146-9, ISBN 973-27-0747-X, (2004)
- Dicționar explicativ pentru științele exacte. Energetică (ENERG 4). Sisteme de protecție și automatizări - Gleb Drăgan (coord.), și alții, Editura AGIR, ISBN 973-8466-93-8, Editura Academiei Române, ISBN 973-27-1147-7, ISBN 973-27-0747-X, (2005)
- Dicționar explicativ pentru științele exacte. Industrie alimentară (IAL 3). Industrii fermentative - Gleb Drăgan (coord.), și alții, Editura AGIR, ISBN 973-8466-44-X, ISBN 973-8130-17-4, Editura Academiei Române, ISBN 973-27-1063-2, ISBN 973-27-0747-X, (2003)
- Dicționar explicativ pentru științele exacte. Industrie alimentară (IAL 4). Industrii extractive - Gleb Drăgan (coord.), și alții, Editura AGIR, ISBN 973-8466-45-8, ISBN 973-8130-17-4, Editura Academiei Române, ISBN 973-27-1064-0, ISBN 973-27-0747-X, (2003)
- Dicționar explicativ pentru științele exacte. Industrie Ușoară (IU 1). Textile. Litera A - Gleb Drăgan (coord.), și alții, Editura AGIR, ISBN 973-8466-46-6, ISBN 973-8130-17-4, Editura Academiei Române, ISBN 973-27-1059-4, ISBN 973-27-0747-X, (2003)
- Dicționar explicativ pentru științele exacte. Industrie Ușoară (IU 2). Textile. Litera B - Gleb Drăgan (coord.), și alții, Editura AGIR, ISBN 973-8466-47-4, ISBN 973-8130-17-4, Editura Academiei Române, ISBN 973-27-1060-8, ISBN 973-27-0747-X, (2003)
- Dicționar explicativ pentru științele exacte. Electrotehnică (ELTH 13). Componente și dispozitive electronice - Gleb Drăgan (coord.), și alții, Editura AGIR, ISBN 973-8466-48-2, ISBN 973-8130-17-4, Editura Academiei Române, ISBN 973-27-1054-3, ISBN 973-27-0747-X, (2003)
- Dicționar explicativ pentru științele exacte. Electrotehnică (ELTH 14). Măsurări în electricitate - Gleb Drăgan (coord.), și alții, Editura AGIR, ISBN 973-8466-49-0, ISBN 973-8130-17-4, Editura Academiei Române, ISBN 973-27-1078-0, ISBN 973-27-0747-X, (2003)
- Dicționar explicativ pentru științele exacte. Energetică (ENERG 3). Surse inepuizabile de energie - Gleb Drăgan (coord.), și alții, Editura AGIR, ISBN 973-8466-72-5, ISBN 973-8130-17-4, Editura Academiei Române, ISBN 973-27-1079-9, ISBN 973-27-0747-X, (2003)
- Dicționar explicativ pentru științele exacte. Industrie alimentară (IAL 2). Produse de origine animală și vegetală - Gleb Drăgan (coord.), și alții, Editura AGIR, ISBN 973-8130-91-3, ISBN 973-8130-17-4, Editura Academiei Române, ISBN 973-27-0946-4, ISBN 973-27-0747-X, (2002)
- Dicționar explicativ pentru științele exacte. Industrie alimentară (IAL 1). Biochimie și microbiologie - Gleb Drăgan (coord.), și alții, Editura AGIR, ISBN 973-8466-21-0, ISBN 973-8130-17-4, Editura Academiei Române, ISBN 973-27-0935-9, ISBN 973-27-0747-X, (2002)
- Dicționar explicativ pentru științele exacte. Energetică (ENERG 2). Noțiuni generale - Gleb Drăgan (coord.), și alții, Editura AGIR, ISBN 973-8466-24-5, ISBN 973-8130-17-4, Editura Academiei Române, ISBN 973-27-0948-0, ISBN 973-27-0747-X, (2002)
- Dicționar explicativ pentru științele exacte. Electrotehnică (ELTH 12). Mașini și transformatoare electrice - Gleb Drăgan (coord.), și alții, Editura AGIR, ISBN 973-8466-26-1, ISBN 973-8130-17-4, Editura Academiei Române, ISBN 973-27-0951-0, ISBN 973-27-0747-X, (2002)
- Dicționar explicativ pentru științele exacte. Energie nucleară (EN 2). Energetică nucleară - Gleb Drăgan (coord.), și alții, Editura AGIR, ISBN 973-8466-27-X, ISBN 973-8130-17-4, Editura Academiei Române, ISBN 973-27-0947-2, ISBN 973-27-0747-X, (2002)
- Tehnica tensiunilor înalte. Vol.II - Gleb Drăgan, Nicolae Golovanov, Carlo Mazzeti, Carlo Alberto Nucci, Augustin Moraru, Bogdan Nicoară, Marian Costea, Liviu Dan Drăgan, Editura AGIR, ISBN 973-8130-40-9, Editura Academiei Române, ISBN 973-27-0816-6, ISBN 973-27-0815-8, (2001)
- Dicționar explicativ pentru științele exacte. Luminotehnică (L 1) - Gleb Drăgan (coord.), și alții, Editura AGIR, ISBN 973-8130-17-4, ISBN 973-8130-59-X, Editura Academiei Române, ISBN 973-27-0843-3, ISBN 973-27-0747-X, (2001)
- Dicționar explicativ pentru științele exacte. Mecanică (MEC 1). Mecanisme și mașini - Gleb Drăgan (coord.), și alții, Editura AGIR, ISBN 973-8130-68-9, ISBN 973-8130-17-4, Editura Academiei Române, ISBN 973-27-0861-1, ISBN 973-27-0747-X, (2001)
- Dicționar explicativ pentru științele exacte. Electrotehnică (ELTH 3). Tracțiune electrică. Aplicații electromecanice - Gleb Drăgan (coord.), și alții, Editura AGIR, ISBN 973-8130-70-0, ISBN 973-8130-17-4, Editura Academiei Române, ISBN 973-27-0846-8, ISBN 973-27-0747-X, (2001)
- Dicționar explicativ pentru științele exacte. Electrotehnică (ELTH 10). Materiale electrotehnice - Gleb Drăgan (coord.), și alții, Editura AGIR, ISBN 973-8130-71-9, ISBN 973-8130-17-4, Editura Academiei Române, ISBN 973-27-0869-7, ISBN 973-27-0747-X, (2001)
- Dicționar explicativ pentru științele exacte. Energetică (ENERG 1). Echipamente electrice de înaltă tensiune - Gleb Drăgan (coord.), și alții, Editura AGIR, ISBN 973-8130-78-6, ISBN 973-8130-17-4, Editura Academiei Române, ISBN 973-27-0892-1, ISBN 973-27-0747-X, (2001)
- Dicționar explicativ pentru științele exacte. Electrotehnică (ELTH 6). Transportul și distribuția energiei electrice - Gleb Drăgan (coord.), și alții, Editura AGIR, ISBN 973-8130-26-3, Editura Academiei Române, ISBN 973-27-0805-0, ISBN 973-27-0747-X, (2000)
- Dicționar explicativ pentru științele exacte. Electrotehnică (ELTH 4). Tehnologia informației - Gleb Drăgan (coord.), și alții, Editura AGIR, ISBN 973-8130-27-1, Editura Academiei Române, ISBN 973-27-0799-2, ISBN 973-27-0747-X, (2000)
- Dicționar explicativ pentru științele exacte. Electrotehnică (ELTH 5). Reactoare nucleare - Gleb Drăgan (coord.), și alții, Editura AGIR, ISBN 973-8130-30-1, Editura Academiei Române, ISBN 973-27-0800-7, ISBN 973-27-0747-X, (2000)
- Dicționar explicativ pentru științele exacte. Electrotehnică (ELTH 7). Electrobiologie și echipament medical - Gleb Drăgan (coord.), și alții, Editura AGIR, ISBN 973-8130-31-X, Editura Academiei Române, ISBN 973-27-0807-7, ISBN 973-27-0747-X, (2000)
- Dicționar explicativ pentru științele exacte. Energie nucleară (EN 1). Terminologie generală - Gleb Drăgan (coord.), și alții, Editura AGIR, ISBN 973-99296-6-4, Editura Academiei Române, ISBN 973-27-0745-3, ISBN 973-27-0744-5, (1999, 1998)
- Dicționar explicativ pentru științele exacte. Electrotehnică (ELTH 1). Detectarea și măsurarea radiațiilor ionizante - Gleb Drăgan (coord.), și alții, Editura AGIR, ISBN 973-99296-7-2, Editura Academiei Române, ISBN 973-27-0748-8, ISBN 973-27-0747-X, (1999, 1998)
- Dicționar explicativ pentru științele exacte. Electrotehnică (ELTH 2). Încercări generale și fiabilitate - Gleb Drăgan (coord.), și alții, Editura AGIR, ISBN 973-99296-8-0, Editura Academiei Române, ISBN 973-27-0749-6, ISBN 973-27-0747-X, (1999, 1998)